# Wiener Symphoniker
Die Wiener Symphoniker sind ein Sinfonieorchester mit etwa 160 Auftritten jährlich, davon etwa 110 in Wien. Sie sind weltweit als Tournee-Orchester aktiv, bestreiten einen wesentlichen Teil der Opernproduktionen im Theater an der Wien und sind Orchestra in Residence der Bregenzer Festspiele.

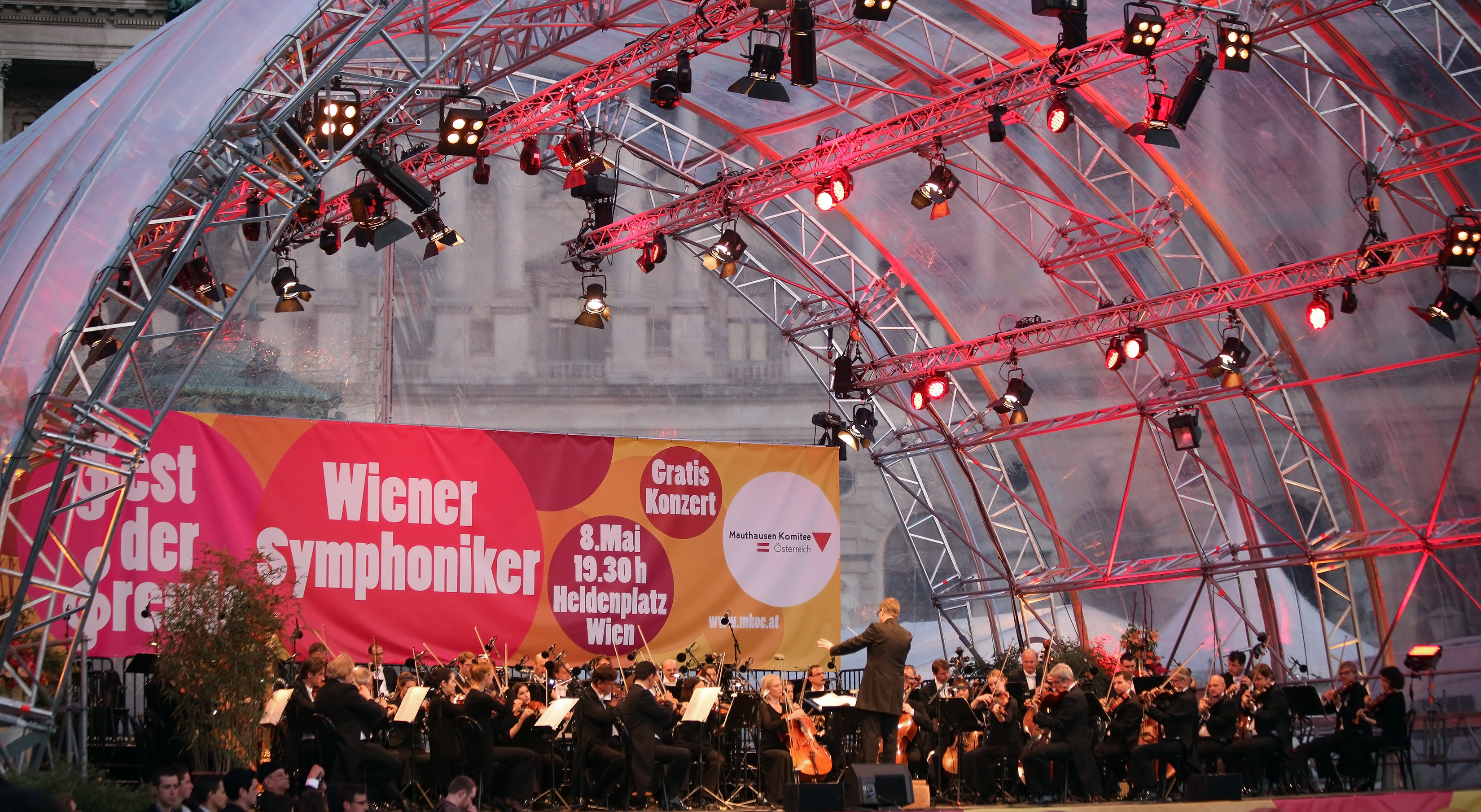
Die Symphoniker mit Bertrand de Billy beim Fest der Freude, Wien 2013

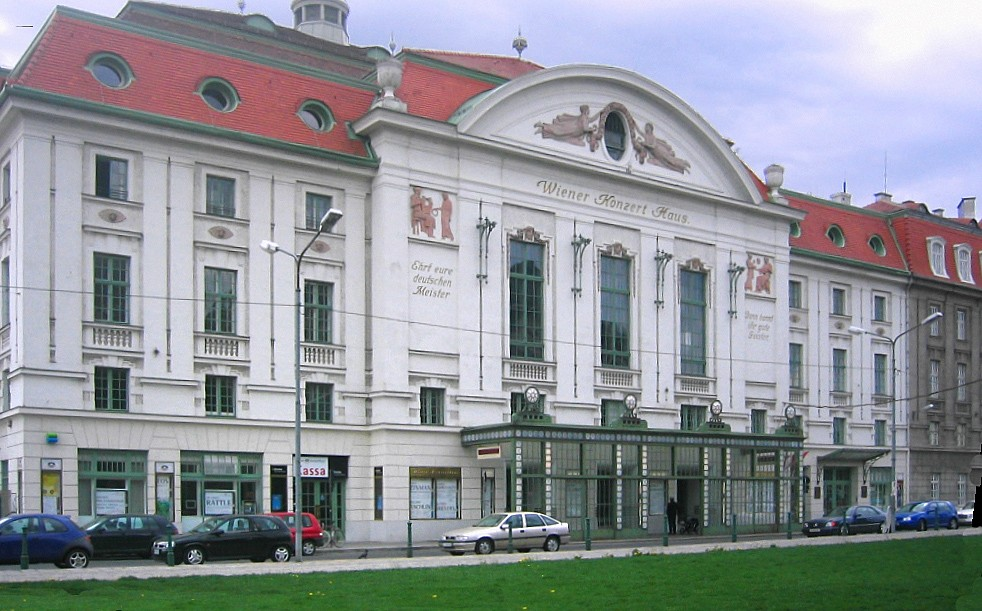
Wiener Konzerthaus

## Geschichte
Das Orchester wurde 1900 als Wiener Concertverein gegründet mit dem Ziel, die breite Öffentlichkeit durch den Besuch erschwinglicher Konzertveranstaltungen am kulturellen Leben teilnehmen zu lassen. So fanden zu Beginn des 20. Jahrhunderts sogenannte Popularkonzerte statt, in denen häufig auch Salonstücke für Orchester oder Potpourris gespielt wurden. Das erste Konzert fand am 30. Oktober 1900 unter Ferdinand Löwe statt. Das Orchester brachte eine Reihe von bedeutenden Werken zur Uraufführung oder österreichischen Erstaufführung, so Anton Bruckners 9. Sinfonie (UA), Gustav Mahlers 6. Sinfonie (EA) sowie Franz Schmidts Das Buch mit sieben Siegeln (UA). Von großer kulturpolitischer Bedeutung waren auch die Arbeiter-Symphoniekonzerte, die seit 1907 von der Sozialistischen Bildungszentrale unter David Josef Bach organisiert und in den 1920er Jahren häufig von Anton Webern geleitet wurden.
1913 wurde die Konzertstätte, das Wiener Konzerthaus, eingeweiht. Die großbürgerlich-mäzenatische Unterstützung fand im Ersten Weltkrieg ihr jähes Ende, das Orchester wurde mit dem Wiener Tonkünstler-Orchester fusioniert und trat ab 1921 als Wiener Sinfonieorchester in die Dienste der beiden großen Wiener Konzertveranstalter, ohne selbst weiter eigenständig Konzerte zu geben. Seit 1924 beanspruchte die neu gegründete Radio-Verkehrs-AG (RAVAG) die Dienste des Orchesters für Auftritte, dennoch blieb eine permanente finanzielle Krisensituation bestehen. Richard Strauss dirigierte Benefiz-„Monsterkonzerte“, in denen das Wiener Sinfonieorchester gemeinsam mit den Wiener Philharmonikern auftrat.
1933 übernahm die bereits ständestaatlich kontrollierte RAVAG 50 % der Orchesterdienste und erzwang die Auflösung der Orchester-Dienstverträge. Jüdische Musiker wurden entlassen und das Orchester nunmehr unter dem Namen Wiener Symphoniker mit neuem Organisationsstatut und verschlechterten Anstellungsbestimmungen weitergeführt. Oswald Kabasta wurde neuer Orchesterchef, die Wiener Symphoniker fanden bei großen England- und Italien-Tourneen 1935 und 1937 erstmals auch internationale Beachtung. Nach der nationalsozialistischen Machtübernahme wurde das Orchester erstmals in seiner Geschichte kommunalisiert und entsprechend der Tarifordnung für deutsche Kulturorchester in die erste Kategorie eingereiht, was für die Musiker Gagenerhöhungen bis 30 % bedeutete. Es ist daher nicht verwunderlich, dass es unter ihnen (wie auch bei den Wiener Philharmonikern) einen überproportional großen Anteil an Parteimitgliedern und -anwärtern gab. Bis 1944 spielte das Orchester u. a. in KdF-Konzerten, im Reichsrundfunk und in den großen Wiener Konzertserien, ehe es – bereits personell durch Einberufungen erheblich reduziert – im August dieses Jahres stillgelegt wurde.
Nach Kriegsende erstand das Wiener Konzertleben unter schwierigen Bedingungen neu, das „Festkonzert zur Neubildung des Orchesters“ fand am 16. September 1945 statt und brachte Mahlers 3. Sinfonie – Musik eines seit 1933 nicht mehr gespielten Komponisten. Da beinahe alle bedeutenden Dirigenten unter die Entnazifizierungsbestimmungen fielen, übernahm Hans Swarowsky kurzfristig den Posten eines Chefdirigenten, auch Josef Krips war am Wiederaufbau des Konzertlebens maßgeblich beteiligt. Ab 1948 war Herbert von Karajan als Konzertdirektor der Gesellschaft der Musikfreunde in Wien quasi Chefdirigent des Orchesters und errang mit ihm bei Deutschland-Tourneen 1950 und 1953 große internationale Erfolge. Organisatorisch gesehen fungierten jedoch die Wiener Symphoniker, nunmehr subventioniert von der Gemeinde Wien, weiterhin als Mietorchester ohne eigenes Haus und Programmautonomie. Darunter hatte auch der erste „echte“ Chefdirigent nach Kriegsende, Wolfgang Sawallisch, zu leiden, unter dessen Leitung das Orchester in den 1960er Jahren erstmals große Überseereisen nach Amerika und Japan unternahm. Auch Carlo Maria Giulini scheiterte an der unentwirrbaren Organisationsstruktur und resignierte nach drei Jahren Chefdirigentenzeit (1973–76).
Erst in den 1980er Jahren errang das Orchester gegenüber den Konzertveranstaltern eine gewisse Autonomie und konnte in deren Sälen eigene Konzerte veranstalten. Zudem verbesserte sich deren Kooperation untereinander und mit der Orchesterleitung erheblich und führte zu einer weit professionelleren Programm- und Terminplanung. Nach einem Intermezzo mit Gennadi Roschdestwenski führte die Zusammenarbeit mit Georges Prêtre als 1. Gastdirigenten sowie mit Rafael Frühbeck de Burgos und Wladimir Fedossejew zu erfreulichen Resultaten. Zwischen 1986 und 1996 hatte das Orchester in Zusammenarbeit mit Christian Kolonovits auch als Vienna Symphonic Orchestra Project (VSOP) mit mehreren Longplayern und Konzerttourneen Erfolg. Im Herbst 2005 übernahm Fabio Luisi die Chefdirigenten-Position, der seine Tätigkeit 2013 beendete. Seit 2014 war der Schweizer Philippe Jordan Chefdirigent. 2018 wurde der kolumbianische Dirigent Andrés Orozco-Estrada zum Nachfolger Jordans ab der Saison 2021/2 bestellt.
Seit 2006 spielen die Wiener Symphoniker das alljährliche Konzert zum Nationalfeiertag, seit mehr als 40 Jahren das TV-Osterkonzert Frühling in Wien.
Der Aufgabenbereich des Orchesters ist vielfältig. Er umfasst neben sechs Zyklen, die das Orchester gemeinsam mit dem Wiener Konzerthaus veranstaltet, zwei Zyklen bei der Gesellschaft der Musikfreunde im Wiener Musikverein und einen Kammermusikzyklus als Eigenveranstaltung sowie etliche Sonderkonzerte. Zusätzlich spielen die Wiener Symphoniker seit 2006 jährlich einige Opernproduktionen im Theater an der Wien, das nach einer langen Phase als Musicalbühne wieder ausschließlich für Opernproduktionen verwendet wird. Daneben finden Tourneen im europäischen Raum und in Übersee statt, seit 1946 treten die Wiener Symphoniker jeden Sommer bei den Bregenzer Festspielen auf, mit deren Entwicklung sie eng verbunden sind. Neuerdings findet die Orchestertätigkeit auch eine wichtige Ergänzung in Richtung Jugendarbeit, Benefiz- und Open-Air-Konzerten. Seit der Spielzeit 2017–18 verlassen die Wiener Symphoniker für die Grätzl-Konzerte zudem ihre traditionellen Spielstätten im Herzen Wiens und bringen ihre Musik in die Wiener Gemeindebezirke.
1951 gehörten die Symphoniker zu den Preisträgern des Karl-Renner-Preises.
2025 haben die Wiener Symphoniker zum ersten Mal in ihrer Geschichte ihren musikalischen Frühlingsbeginn inkl. TV-Konzert anstatt in Österreich beim Frühlingsfestival "Primavera da Vienna" in Triest gefeiert.

## Kritik des Rechnungshofs
Eine vom Stadtrechnungshof Wien durchgeführte und 2017 veröffentlichte Prüfung des Vereins Wiener Symphoniker kritisierte für den Prüfzeitraum 2013 bis 2015 eine Reihe von Sachverhalten. Laut Bericht sind neben dem Gehaltsschema der Musiker die den vor 2016 angestellten Mitarbeitern gewährten Zusatzpensionen maßgeblich für die finanziell prekäre Lage des Vereines.
Der Rechnungshof kritisierte weiters die großzügigen Regelungen bei der Unkündbarkeit der bereits angestellten Musiker im Zuge der Abschaffung der Pragmatisierung im Jahre 2015 und die Gewährung großzügiger Jubiläumsgelder in der Vergangenheit. Er sieht auch zu viel Personal und mangelnde Auslastung der Musiker bei vollem Gehalt. Gleichzeitig ging ein Teil der Orchestermitglieder einer extra bezahlten Nebenbeschäftigungen wie Lehrtätigkeiten oder Engagements in Ensembles nach. Ein weiterer Kritikpunkt war die unvollständige Umsetzung der Empfehlungen aus dem Prüfbericht des damaligen Kontrollamtes im Jahr 2006.
Gegenüber der Tageszeitung Der Standard erklärte Intendant Johannes Neubert: „Die Ergebnisse des Orchesterbetriebs sind ausgeglichen. Unser Betrieb hält auch dem Vergleich mit anderen europäischen Symphonieorchestern stand – hinsichtlich Subventionshöhe, Auslastung, Zuschauerzahlen und Eigendeckungsgrad.“ Das Problem des „Bilanzverlusts“, so Neubert, erwachse „aus Rückstellungen, die wir in der Bilanz für ein bereits vor elf Jahren gekündigtes Pensionsstatut bilden müssen. Hierfür gibt es aber eine Garantieerklärung der Stadt Wien, die in der Bilanz jedoch nicht dargestellt werden kann.“ Diese „Altlast ist eine Herausforderung für das Orchester wie auch für die Gemeinde Wien.“
Ende des Jahres 2015 betrug der Bilanzverlust 64,08 Millionen Euro. Dies bedeutet seit 2012 eine Steigerung um 10,3 % in nur vier Jahren, die hauptsächlich durch einen veränderten Zinssatz in der Berechnung der Rückstellungen für die den Mitarbeitern zugesagten Zusatzpensionen bedingt war. Diese Pensionsrückstellungen betrugen im Jahr 2015 rund 60,03 Mio. Euro. Die fiktive Schuldentilgungsdauer betrug rd. 93 Jahre.
Die Subventionen durch die Stadt Wien stiegen in 10 Jahren seit 2005 um 41,6 %. 2013 erhielt der Verein Wiener Symphoniker von der Gemeinde Wien eine Basisförderung in der Höhe von 14 Millionen Euro, eine Zusatzförderung von 146.000 Euro und vom Bund eine Förderung in der Höhe von 254.355 Euro. Im Jahr 2014 erhöhte sich die vom Gemeinderat beschlossene Förderung auf 14,64 Millionen Euro und 2015 auf 14,92 Millionen.

## Dirigenten
Chefdirigenten des Orchesters waren:
- Ferdinand Löwe (1900–25)
- Wilhelm Furtwängler (1927–30, Direktor der Gesellschaft der Musikfreunde Wien)
- Hugo Gottesmann (1929–1933)
- Oswald Kabasta (1934–38)
- Hans Weisbach (1939–44)
- Hans Swarowsky (1945–47)
- Herbert von Karajan (1948–64, Konzertdirektor der Gesellschaft der Musikfreunde Wien)
- Wolfgang Sawallisch (1960–70, seit 1982 Ehrenmitglied und Ehrendirigent[13])
- Josef Krips (1970–73, Künstlerischer Konsulent)
- Carlo Maria Giulini (1973–76)
- Gennadi Roschdestwenski (1980–82)
- Georges Prêtre (1986–91, „Erster Gastdirigent“)
- Rafael Frühbeck de Burgos (1991–96)
- Wladimir Fedossejew (1997–2004)
- Fabio Luisi (2005–2013)
- Philippe Jordan (2014–2021)
- Andrés Orozco-Estrada (2021–2022)[14][15]
- Petr Popelka (ab der Saison 2024/25)[16]

Auch viele andere berühmte Dirigenten standen am Pult des Orchesters, so Claudio Abbado, Leonard Bernstein, Karl Böhm, Sergiu Celibidache, Jascha Horenstein, Rudolf Kattnigg, Carlos Kleiber, Otto Klemperer, Christian Kolonovits, Lorin Maazel, Bruno Maderna, Zubin Mehta, Karl Richter, Mendi Rodan, Horst Stein, Bruno Walter und Bruno Weil.

## Intendanten
- 2011 bis 2019: Johannes Neubert
- ab Oktober 2019: Jan Nast[17]

## Aufnahmen
- 2016 (Live-Übertragung ORF) des Amleto von den Bregenzer Festspielen: Franco Faccio (Komponist), Olivier Tambosi (Regisseur), Paolo Carignani (Dirigent), Wiener Symphoniker. Pavel Černoch (Amleto), Iulia Maria Dan (Ofelia).[18]